# Afranthidium schulthessii
Afranthidium schulthessii là một loài Hymenoptera trong họ Megachilidae. Loài này được Friese mô tả khoa học năm 1897.